# Surplusul consumatorului
Surplusul consumatorului este definit ca diferența dintre suma maximă pe care consumatorul ar fi dispus să o plătească pentru o unitate dintr-un bun și suma pe care el o plătește efectiv.
Surplusul consumatorului se măsoară în termeni monetari.
Pentru măsurarea surplusului consumatorului se au în vedere următoarele principii:
- pentru orice cantitate dată, prețul determinat de curba cererii reflectă disponibilitatea de plată (suma maximă pe care un consumator ar fi dispus să o plătească pentru un bun) a consumatorului marginal. Deoarece curba cererii reflectă disponibilitatea de plată a consumatorilor, curba cererii se poate utiliza pentru a măsra surplusul consumatorului.
- pentru consumator, câștigul în urma schimbului apare sub forma surplusului consumatorului, reprezentat grafic de suprafața dintre curba cererii și prețul pieței.

Pe măsură ce prețul scade, surplusul consumatorului crește deoarece:
- surplusul consumatorilor care cumpărau deja bunul respectiv va crește, fiindcă aceștia plătesc mai puțin comparativ cu situația inițială.
- reducerea prețului determină, în același timp, și intrarea pe piață a altor consumatori, care vor obține un surplus al consumatorului pentru unitățile suplimentare achiziționate.[1]